# Конг (приток Кау)
Конг (вьет. Sông Công) — река на северо-востоке Вьетнама, правый и крупнейший приток реки Кау.
Течёт преимущественно в юго-восточном направлении, протекая по территории провинции Тхайнгуен, а вблизи устья — по границе с агломерацией Ханоя. Длина реки составляет 96 км; площадь бассейна — 951 км². Средний расход воды — 25 м³/с.
Берёт начало на северных склонах хребта Тамдао.
На реке расположено водохранилище Нуйкок.